# Lijst van voetbalinterlands Roemenië - Servië
Deze lijst van voetbalinterlands is een overzicht van alle officiële voetbalwedstrijden tussen de nationale teams van Roemenië en Servië. De landen speelden tot op heden vier keer tegen elkaar. De eerste ontmoeting, een kwalificatiewedstrijd voor het Wereldkampioenschap voetbal 2010, werd gespeeld in Constanța op 28 maart 2009. Het laatste duel, een groepswedstrijd tijdens de UEFA Nations League 2018/19, vond plaats op 14 oktober 2018 in Boekarest.

## Wedstrijden
| № | Plaats    | Datum             | Competitie                  | Wedstrijd         | Uitslag |
| - | --------- | ----------------- | --------------------------- | ----------------- | ------- |
| 1 | Constanța | 28 maart 2009     | WK 2010 kwalificatie        | Roemenië – Servië | 2 – 3   |
| 2 | Belgrado  | 10 oktober 2009   | WK 2010 kwalificatie        | Servië – Roemenië | 5 – 0   |
| 3 | Belgrado  | 10 september 2018 | UEFA Nations League 2018/19 | Servië – Roemenië | 2 – 2   |
| 4 | Boekarest | 14 oktober 2018   | UEFA Nations League 2018/19 | Roemenië – Servië | 0 – 0   |

## Samenvatting
| Competitie          | Totaal gespeeld | Winst Roemenië | Gelijk | Winst Servië | Doelsaldo Roemenië – Servië |
| ------------------- | --------------- | -------------- | ------ | ------------ | --------------------------- |
| WK-kwalificatie     | 2               | 0              | 0      | 2            | 2 − 8                       |
| UEFA Nations League | 2               | 0              | 2      | 0            | 2 − 2                       |
| Totaal              | 4               | 0              | 2      | 2            | 4 − 10                      |

## Details

### Eerste ontmoeting
| WK 2010 kwalificatie (Constanța, Roemenië, 28 maart 2009): |       |                                                                    |
| Roemenië                                                   | 2 – 3 | Servië                                                             |
| Ciprian Marica 50' Dorel Stoica 74'                        | goals | 18' Milan Jovanović 44' (e.d.) Dorel Stoica 59' Branislav Ivanović |

### Tweede ontmoeting
| WK 2010 kwalificatie (Belgrado, Servië, 10 oktober 2009):                                          |       |          |
| Servië                                                                                             | 5 – 0 | Roemenië |
| Nikola Žigić 36' Marko Pantelić 50' Zdravko Kuzmanović 77' Milan Jovanović 87' Milan Jovanović 90' | goals |          |